# El primer hombre (novela)
El primer hombre es una novela autobiográfica del escritor argelino-francés Albert Camus. Esta novela, cuyo título original es Le Premier Homme, fue su última obra, ya que la muerte le sobrevino cuando estaba escribiéndola. 
Albert Camus, el 4 de enero de 1960, sufre un trágico accidente automovilístico en las cercanías de París. Dentro de su automóvil llevaba un maletín negro, el cual fue encontrado en las cercanías del árbol donde se estrelló su auto. En el maletín, junto a algunos objetos personales como unas cartas, su pasaporte y su diario, encontraron un manuscrito de 144 páginas difíciles de descifrar, por la falta de puntuación y la escritura rápida de Camus. El hallazgo no sólo significó el valor de una gran obra inconclusa, sino también lo último escrito por Albert Camus, quien falleció en el accidente.
Este hecho fue todo lo que se supo de la obra durante 34 años. En 1995 fue publicada gracias a que su hija facilitó el manuscrito para su edición.

## Estructura
El libro está dividido en dos partes, durante la primera mitad del libro, la historia gira en torno a la infancia de Camus y la vida de su padre. La segunda parte cuenta la vida de Camus una vez que ingresó al Liceo.

## Argumento
El argumento, autobiográfico, se centra en el regreso de Jacques Cormery, alter ego del escritor, a su país natal, donde evoca sus recuerdos de infancia, la vida en una familia pobre, con su madre viuda y su tío, y con el profesor de escuela que le sirvió de motivación para leer y dedicarse a la literatura.